# Burg auf Fehmarn
 For alternative betydninger, se Burg. (Se også artikler, som begynder med Burg)
Burg auf Fehmarn (plattysk: Borg up Fehmarn) ligger i det nordlige Tyskland og er den centrale administrative enhed (tysk: Stadtteil) på øen Femern under Kreis Ostholstein i delstaten Slesvig-Holsten. Indbyggertallet er omkring 6.000. Frem til 1. januar 2003 var Burg auf Femern en selvstændig købstad, men er nu en del af bykommunen Femern, som blev skabt det år.

## Våben
Beskrivelse:
I sølv over skiftevis sølv og blå bølger en fristående rød borg af teglsten med krenelering, en lukket gylden port og to tårne med blåt tag og to rundbuede vinduer; mellem dem svæver det røde, holstenske våbenskjold med det sølvfarvede nældeblad.
Våbenet blev overtaget af byen Femern, da denne dannedes i forbindelse med, at Burg ophørte med at være købstad i 2003.

## Historie
Første gang Burg omtales var år 1231 som Borch up Vemere i Kong Valdemars jordebog. I 1599 omtales lokaliteten for første gang på nyhøjtysk som Burgk uff Femern.
Fra 1230 til 1250 byggedes byens kirke, Sankt Nikolai kirke.
En i middelalderen anlagt havn i nærheden af lokaliteten mudrede til i 1400-talet. Byen beskyttedes af den stærkt befæstede Burg Glambek, af hvilken der nu kun er en ruin tilbage. Først i 1857 blev en ny havn anlagt i bydelen Burgstaaken.
Befolkningsudvikling: i 1769 1.430 indbyggere, i 1803 1.463 indbyggere, i 1835 1.673, i 1840 1.746, i 1845 1.811, i 1855 2.297 og i 1860 2.314 indbyggere.
I 1867 inredttedes en tingsret (tysk: Amtsgericht), som eksisterede til år 1976. Fra og med 1896 foregik regelmæssig skibstrafik til Lübeck og Kiel med dampskibene Fehmarn og Meta.
Den 1. januar 2003 indgik købstaden Burg en sammenlægning med amtet Femern, som omfattede kommunerne (tysk: Gemeinde) Bannesdorf auf Fehmarn, Landkirchen auf Fehmarn og Westfehmarn og blev så byen Femern (tysk: Stadt Fehmarn). Således udgør nu hele øen Femern en by.

## Havnene i Burg på Fehmarn
Byen Burg ligger ikke direkte ved kysten, men ligger ca to kilometer fra havet og et med havvand fyldt lille indhav kaldet Burger Binnensee, hvor nutidens havn er beliggende.
Burgs første havn var beliggende i stadens vestlige udkant og blev forbundet med Burger Binnensee ved en naturlig kanal, Seegen-Graben. Denne gamle stadshavn mudrede efterhånden til og blev opgivet i begyndelsen af 1400-tallet. Derfor anlagde man en ny kunstig havn på den smalle landtunge ved Burger Binnensee. Havnen kaldtes Dat Nye Deep (det nye dyb) og beskyttedes af stendæmninger. I en aftale mellem staden Burg og landskabet Femern fra 1557 forpligtede begge parter sig til i fællesskab at vedligeholde havneanlægget, især de bølgebryderlignende bolværker.
Under 30-årskrigen forårsagede de svenske invasionstropper betydelige skader på havnen. Havnen kom sig aldrig efter dette, men de følgende århundreder prægedes af et antal forsøg at reparere den. Tilstanden for havnen kan læses i et brev fra borgerne og skipperne fra Burgk, som år 1650 søgte kongens støtte til en reparation af havnen, og som meddelte at:
vort burgske dyb og vor skibshavn er ikke kun ruineret til en elendig tilstand af de indkvarterede soldater, som har haft deres corps de garde op til bolværkerne, men de er også i den grad mudret til igen og fyldt med sand, at ingen båd eller pram kan komme ind, hvorved vor næring, da det er temmelig farligt at ligge foran [indløbets] bøjning, virkelig er svækket og til og med må ligge nede.
Siden midten af 1700-tallet er et sted på nordsiden af Burger Binnensee blevet anvendt som havneplads. Denna havn, som kaldes am Stacken (omtrent: ved bølgebryderne), anvendes fra 1778 endog af færger mellem Femern og Lolland.

## Fritid og turisme
- I Burg findes Femerns havcentrum (tysk: Meereszentrum Fehmarn), som blandt andet har Tysklands største hajakvarium (1998).
- U-bådsmuseet Fehmarn, tysk museumsubåd fra efterkrigstiden, som kan besøges i havnen.
- Udover byens kirke Sankt Nikolai findes en del andre seværdigheder som fx det middelalderlige Sankt Jürgen-kapel, velbevarede borgerhuse fra forskellige tidsaldre og en markedsplads med byens rådhus. Rådhuset, som blev indviet i 1901, er en rød teglstensbygning, som tillige rummer et museum.
- Burg Glambek, dansk fæstningsanlæg, som opførtes i 1210 ved Femern sydlige strand og ødelagdes under 30-årskrigen. I dag kan ruinen besøges.